# Дриттенпрейс, Владимир Петрович
Влади́мир Петро́вич Дриттенпре́йс (позднее Гончаро́в; 4 (16) июня 1878, Москва — после 1915/1916?) — живописец, график, декоратор, архитектор. Примыкал к кругу художников-символистов и представителей модерна. Член объединения «Голубая роза».

## Биография
Сын архитектора П. А. Дриттенпрейса, католика по вероисповеданию. Мать — Елизавета Николаевна Гончарова, православная. Вторым браком, с 1905 года, женат на сестре Судейкина Софье (1879—?).

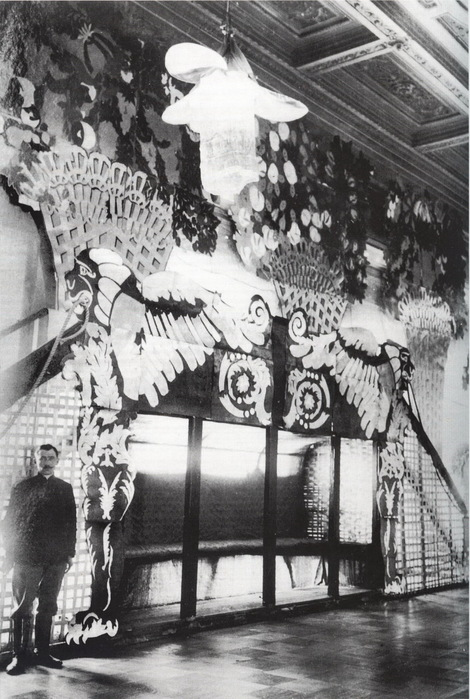
Владимир Дриттенпрейс в интерьере декорированного им Охотничьего клуба в Москве. 1909

В 1887—1897 годах учился в Александровском коммерческом училище в Москве. В 1898 году поступил в Московское училище живописи, ваяния и зодчества на отделение архитектуры. В 1900-е совершил поездки в Ростов Ярославской губернии (вместе с А. А. Араповым), в Петербург (1903, с ним же, а также с Н. П. Феофилактовым, Н. Н. Сапуновым), в Крым (1908). В Петербурге познакомился с Сергеем Дягилевым. В 1906 году удостоен за архитектурные проекты малой серебряной медали, в 1907 — большой серебряной медали. В 1908 году окончил архитектурное отделение училища со званием классного художника архитектуры. Тогда же был принят на живописное отделение училища, но уже в октябре выбыл из состава учеников. В 1909—1911 годах учился в мастерской Л. Н. Бенуа на архитектурном отделении Высшего художественного училища при Императорской Академии художеств. По другим данным, в 1909—1910 годах продолжил обучение живописи в петербургской Академии художеств.

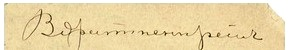
Автограф Владимира Дриттенпрейса с пригласительного билета на маскарад на имя г-на Качалова. 1910-е. С аукциона № 33 Дома антикварной книги «В Никитском».

Служил сверхштатным техником Строительного отделения Московского губернского правления (1910—1915 или 1911—1915 или 1905—1910), но преимущественно занимался живописью и графикой. По указанию исследовательницы Гофман, имел звание «личный почётный гражданин». В Москве проживал на ул. Остоженка, 7; Зубовской ул., 13.
Владимира Дриттенпрейса упоминает Андрей Белый:

… Был весел и мил Дриттенпрейс, моложавый и длинный: в очках; вид — романтика: из Гёттингена («Между двух революций»).

По воспоминаниям мецената, основателя издательства «Скорпион» С. А. Полякова,

… «скорпионовская» компания чуть ли не ежедневно после редакции считала своим долгом … посидеть у «Грека» [кафе в Москве]. Там мы встречались с оживлённо и весело беседующими художниками Феофилактовым, Араповым, Дриттенпрейсом. — Я часто удивлялся, когда они успевали работать, выполнять заказы … По-моему, главным их занятием было сидеть у «Грека», спорить, обсуждать творческие дела, неудержимо мечтать, строить фантастические планы и подвергать жесточайшей критике виденное на выставке …

По указанию Гофман, после начала Первой мировой войны в 1915 году поступил в Александровское военное училище и просил разрешения именоваться по матери Гончаровым. Считается, что дальнейшая его судьба неизвестна. Упоминаются даты смерти: после 1914, не ранее 1916 (здесь же упоминается деятельность Дриттенпрейса в Обществе искусств в 1913—1916 годах) и 1916 год. При этом его имя фигурирует в книге «Вся Москва» за 1917 год. Дата смерти его жены Софьи тоже неизвестна, указывают «после 1913 года».
Согласно тексту приказа № 529 от 4 мая 1915 года по 10-й армии, Владимир Дриттенпрейс, «классный художник архитектуры», служил начальником «28 передового автомобильного им. Е. И. В. Г. И. Марии Феодоровны отряда, приданного 1 кавалерийской дивизии» (относился к Обществу Красного Креста) и был представлен к награде — Ордену Святого Станислава III-й степени. То есть фактически Дриттенпрейс возглавлял санотряд.

## Творчество

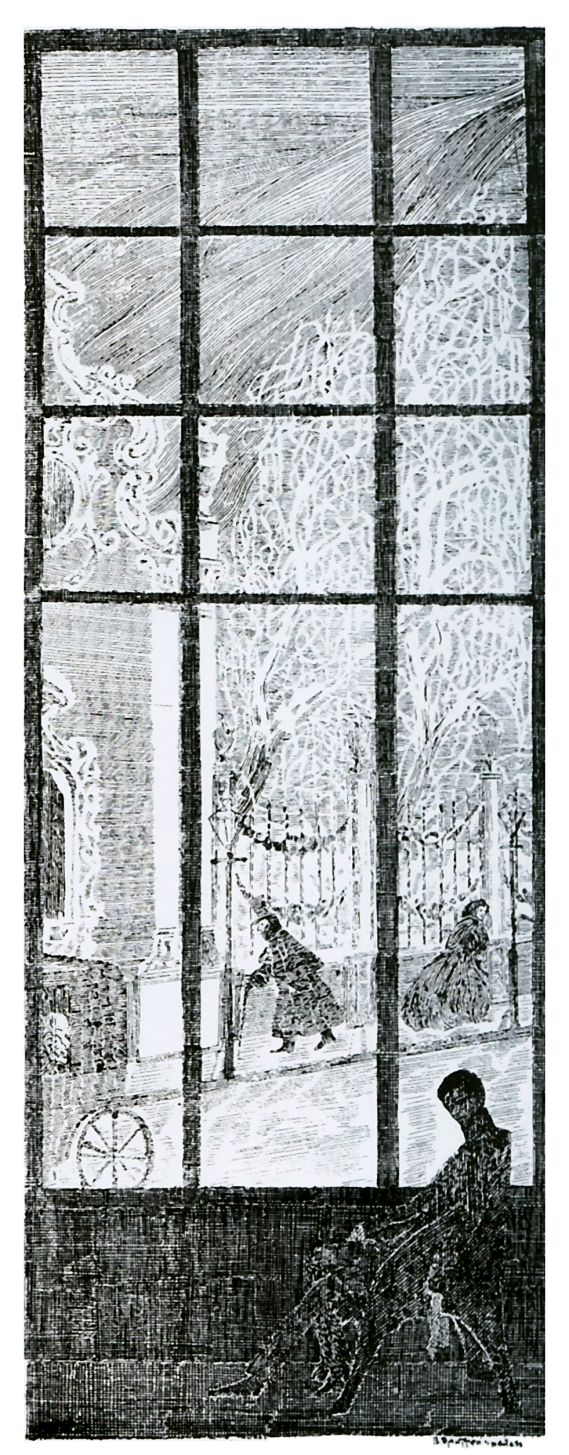
Заставка к циклу стихов К. Бальмонта «Хоровод времён». Февраль

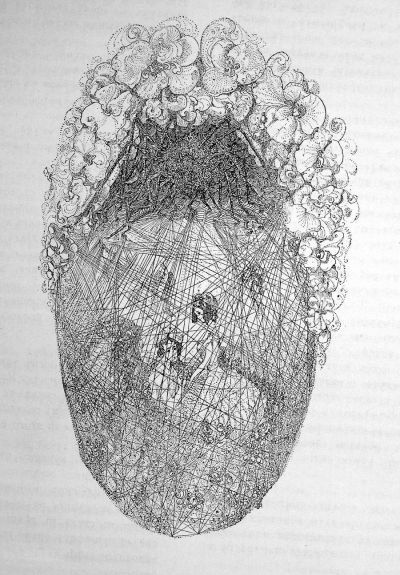
Заставка журнала «Золотое руно» (1907, № 2)

Автор символико-аллегорических композиций, натюрмортов, портретов, пейзажей, книжных декоративных миниатюр и иллюстраций, архитектурных проектов, эскизов оформления интерьеров и маскарадных костюмов. Испытал влияние О. Бёрдслея.
Состоял в творческих объединениях и участвовал в выставках «Голубая роза» (1907), «Венок-Стефанос» (1907—1908), «Салон» Сергея Маковского (1909), Новое общество художников (1908—1909), «Мир искусства» (1911), был членом-учредителем общества «Свободная эстетика» (с 1907). Участвовал в выставке «Салон В. А. Издебского» в Санкт-Петербурге (1909—1910). Участвовал в деятельности Общества искусств (1913—1916).
Работал в журнальной графике. Сотрудничал с журналами «Весы» и «Золотое Руно». О его заставке к журналу «Золотое руно» исследователь садово-паркового искусства Б. М. Соколов пишет:

«… образ безысходного садового пространства создает голуборозовец В. П. Дриттенпрейс (1907, № 2). Его овальная композиция окружена крупными цветами, населена райскими птицами и изящными женскими фигурами. Все пространство виньетки рассечено косыми линиями, напоминающими дождевые струи. Их испускает похожий на тучу многоногий паук, неопределенность форм которого довершает пикантность образа».

В 1907—1909 годах создал эскизы оформления зала заседаний Литературно-художественного кружка для общества «Свободная эстетика» и Русского охотничьего клуба на Воздвиженке.
Автор статьи: О пластической музыке: Мотивы Италии (Дорожные впечатления) // Искусство: Журнал художественный и художественно-критический. — 1905. — № 5—7.

### Архитектурные проекты
- Двухэтажный корпус клиники с одноэтажной пристройкой для врача-психиатра А. Л. Любушина (1909) в Москве (ул. Радио, дом 11, строения 4 и 5) — на месте старых хозяйственных построек усадьбы, в 1886—1906 принадлежавшей Дриттенпрейсам[16].
- Реконструкция главного дома (надстройка третьим этажом) и жилого флигеля городской усадьбы Лодыженских — Загряжских — Рукавишниковых в Москве (1911) (Денежный пер., дом 3, строение 1, 2 (флигель), 5)[17][18].
- Загородный дом книговеда Н. Ф. Гарелина в Иваново-Вознесенске (1911)[2].

## Галерея

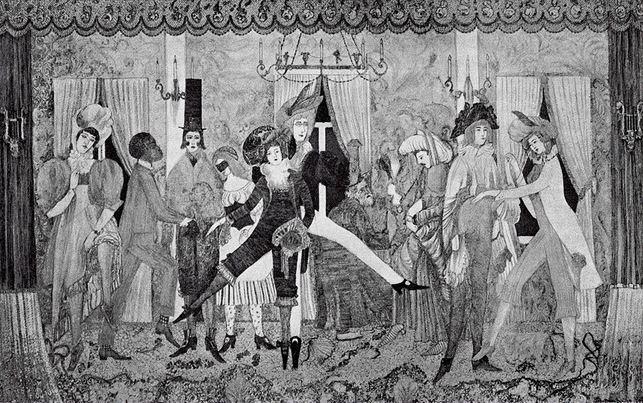
Маскарад-фантош[4][19]. Акварель. Опубл. в.: «Золотое Руно». — 1907. —  № 5.
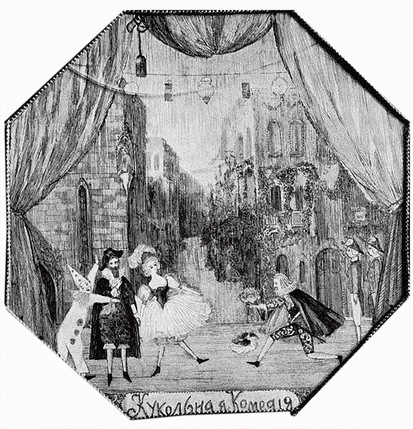
Кукольная комедия. Тушь, перо, 1907.  Опубл. в.: «Золотое Руно». — 1907. —  № 5.
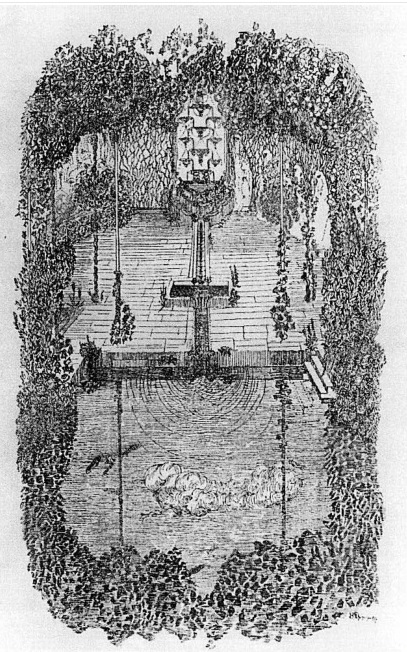
Фонтан слёз. Опубл. в: «Весы». — 1907. — № 10.
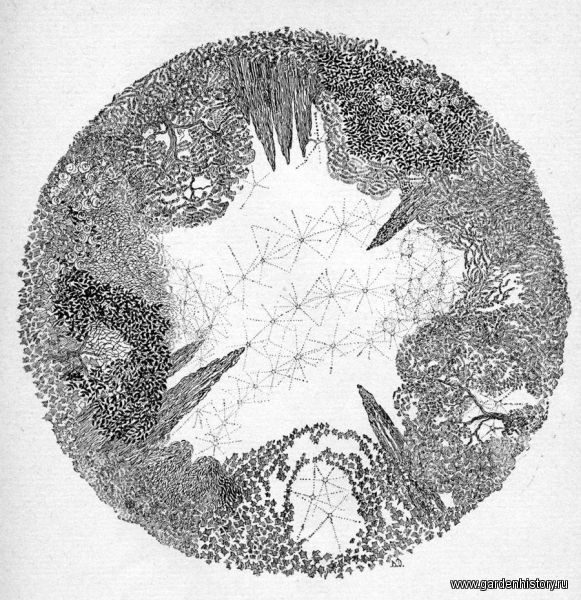
Бахчисарай. Опубл. в: «Весы». — 1907. — № 10.
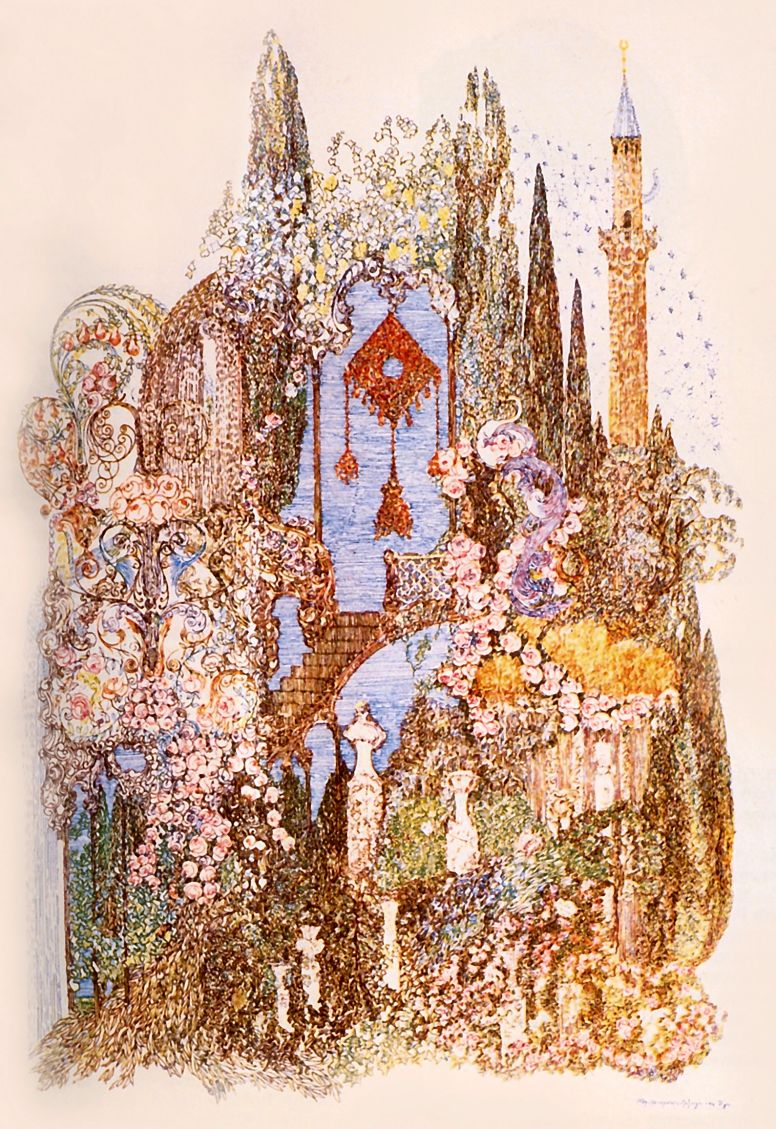
Бахчисарай. Акварель. Опубл. в: «Весы». — 1907. — № 10.
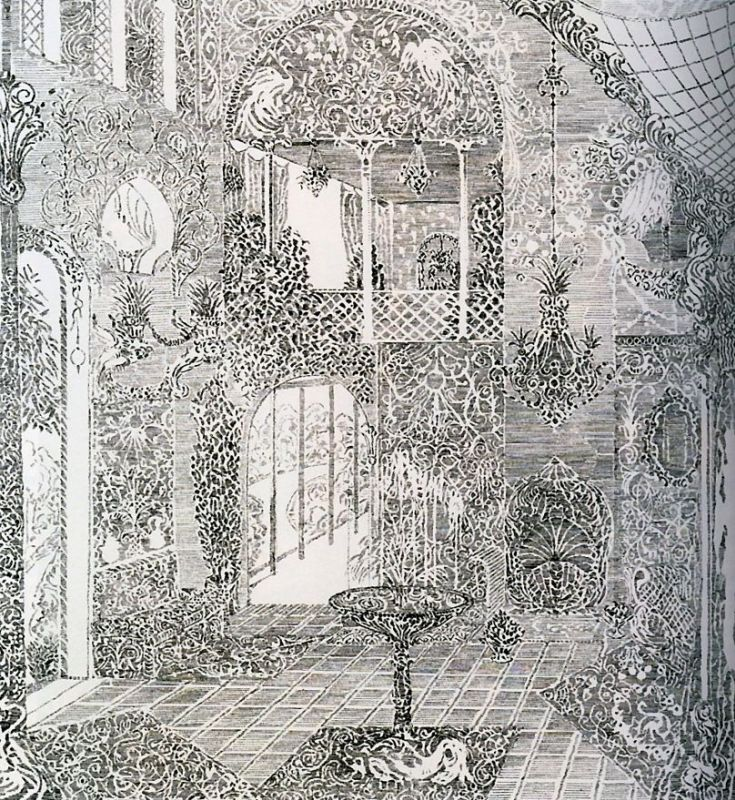
Эскиз интерьера. Опубл. в: «Золотое Руно». — 1908. —  № 10.
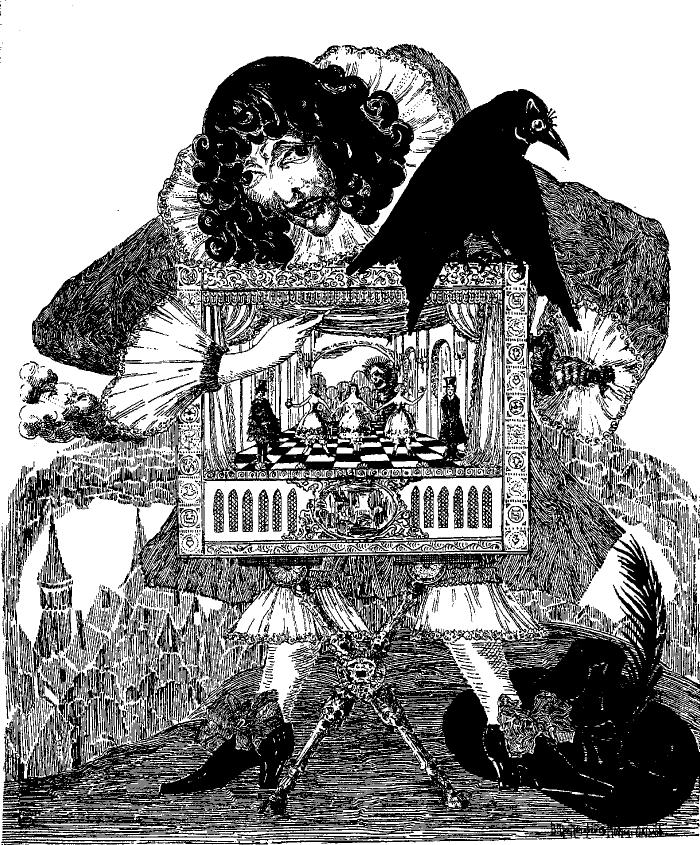
Кукольный театр. Опубл. в: «Весы». — 1908. — № 12.
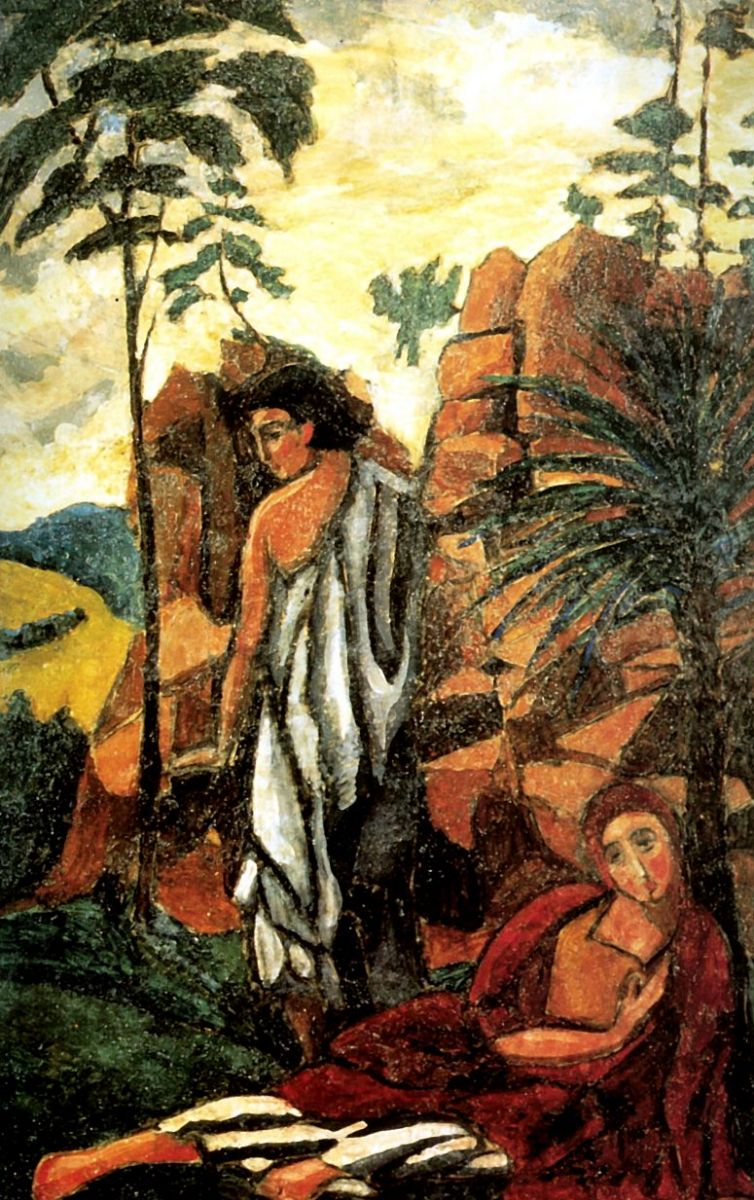
Огненный ангел. Бумага на картоне, масло, 54х51 см., 1907—1908, ГТГ, по мотивам одноимённого романа Валерия Брюсова.
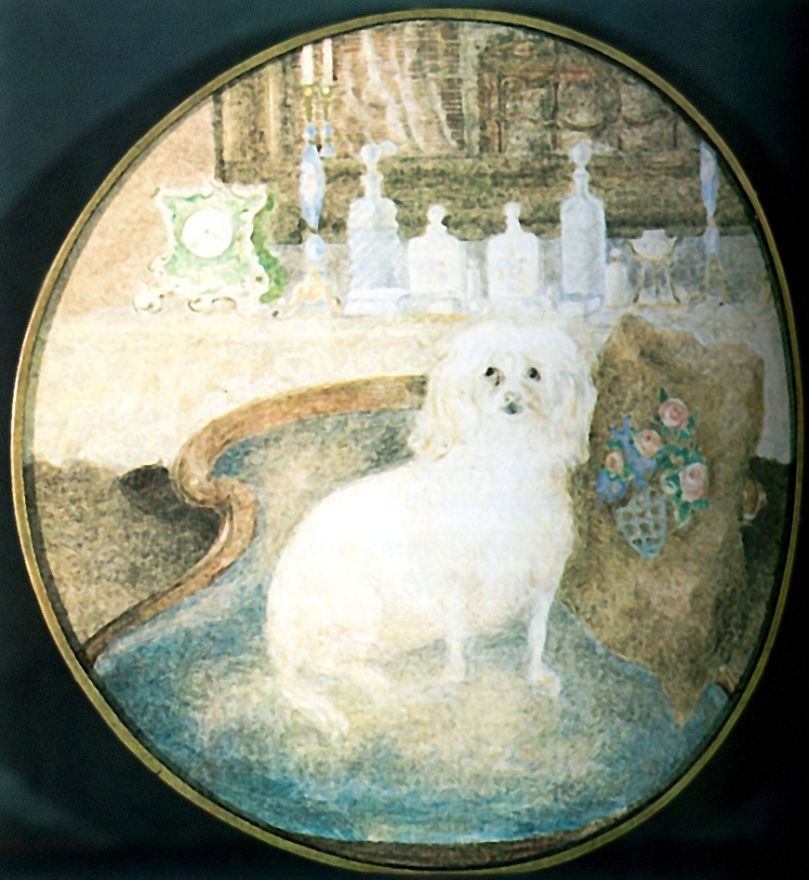
Собачка. Бумага, картон, акварель, золото, диаметр 15,6 см., 1907, ГТГ[11].
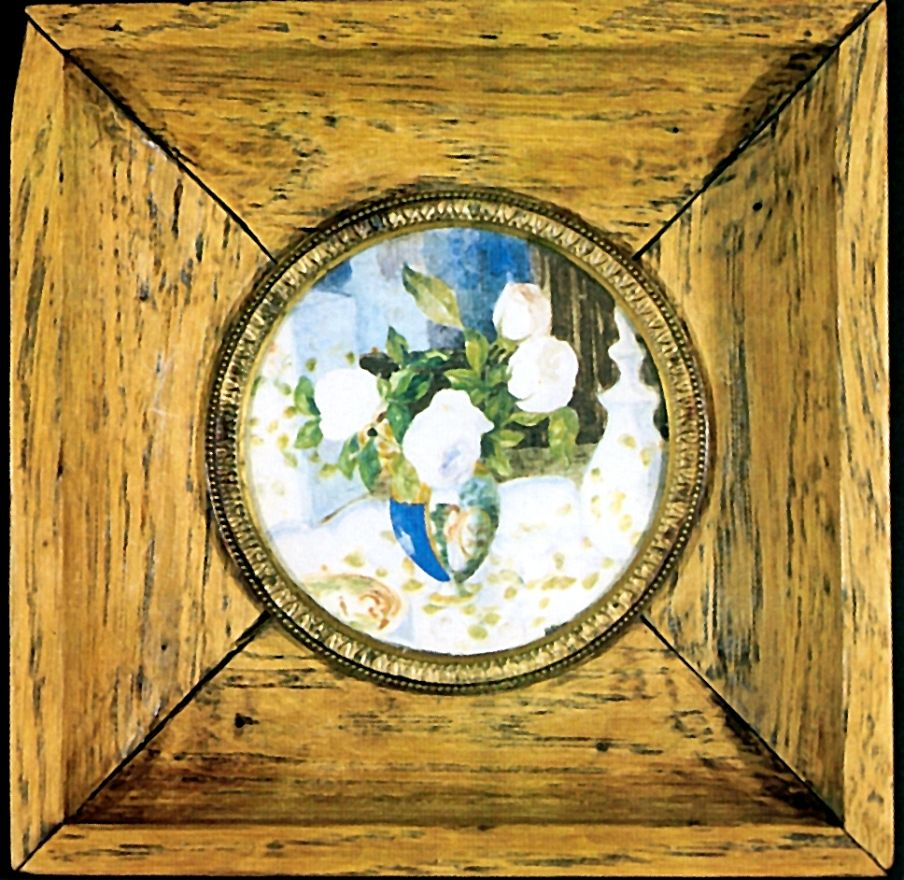
Розы. Бумага, акварель, диаметр 7 см., 1908, Собрание С. А. Шустера и Е. В. Крюковой (Санкт-Петербург)[11].

Также: «К весне» (1907), акварель «Портрет госпожи Д.» (1909).

## Архивные материалы
- РГАЛИ. В. т.ч.: Ф. 680 (Училище живописи, ваяния и зодчества (1832—1918). — Оп. 2. — Д. 1504 (Личное дело Дриттенпрейса Владимира Петровича, 1897—1908)[20].
- РГИА. — Ф. 789 (Академия художеств Министерства императорского двора). — Оп. 13 — 1909 г. — Д. 112. (Личное дело, 1909)[21].
- Центральный исторический архив Москвы (Центральный государственный архив города Москвы). — Ф. 54 (Московское губернское правление, 1775—1917). — Оп. 166. — Д. 161.
- Дриттенпрейс Владимир: Наградная карточка. — Российский государственный военно-исторический архив. — Фонд «Картотека бюро учёта потерь в Первой мировой войне (офицеров и солдат)». — Ящик 3701-Х[13].
- Общество искусств в Москве: Список членов общества и состав дирекции на 1 января 1916. — М., 1916.